# 黑王蛇
黑王蛇是美国本土的一种屬於游蛇科王蛇屬的无毒蛇。
其种加词“nigra”意为“黑色的，暗色的”。
黑王蛇是一种中型和大型王蛇。成年黑王蛇平均長度为90至122（35至48英寸），有些长度達到147至183（58至72英寸） 。它身體為黑色，身上有黄色或奶油色斑点。